# (1076) Viola
(1076) Viola es un asteroide que forma parte del cinturón de asteroides y fue descubierto por Karl Wilhelm Reinmuth el 5 de octubre de 1926 desde el observatorio de Heidelberg-Königstuhl, Alemania.

## Designación y nombre
Viola se designó al principio como 1926 TE.
Posteriormente fue nombrado por la Viola, un género de plantas de la familia de las violáceas.

## Características orbitales
Viola está situado a una distancia media de 2,474 ua del Sol, pudiendo alejarse hasta 2,833 ua y acercarse hasta 2,115 ua. Su inclinación orbital es 3,32° y la excentricidad 0,145. Emplea en completar una órbita alrededor del Sol 1421 días.